# Джанлука Базіле
Джанлука Базіле (італ. Gianluca Basile, 24 січня 1975) — італійський баскетболіст.
Срібний призер Олімпійських Ігор 2004 року, учасник 2000 року.
Срібний призер Середземноморських ігор 1997 року.
Чемпіон Європи 1999 року, бронзовий призер 2003 року.